# Sülbeck (Nienstädt)
Sülbeck ist ein Ortsteil der Gemeinde Nienstädt und Teil der Samtgemeinde Nienstädt im Landkreis Schaumburg in Niedersachsen.

## Geographie
Der Ort liegt am Nordhang der Bückeberge und wird von der Bundesstraße 65 durchschnitten, welche zwischen Bückeburg und Stadthagen verläuft. Die Gemeinde Sülbeck wurde am 1. Juli 1968 mit Nienstädt zusammengeschlossen. Seit der Gebietsreform in Niedersachsen 1974 ist es einer der fünf Ortsteile der Gemeinde.

## Geschichte
Die älteste Erwähnung Sülbecks ist in einer undatiert überlieferte Urkunde aus dem Jahr 1055 oder 1056 erhalten. Der Ort war ein Haufendorf um eine Kirche auf einem morastigen Gelände am Hellweg. Der Ortsname ist erst als Sullethe und 1167 als Sulbike überliefert. Nach der Teilung Schaumburgs im Jahr 1647 gehörte Sülbeck zu Schaumburg-Lippe, der Nachbarort  Obernkirchen hingegen zur Grafschaft Schaumburg. Für das Jahr 1910 wird angegeben, dass in Sülbeck 745 Einwohner lebten.

## Kultur und Sehenswürdigkeiten
Die Sülbecker Kirche wurde um das Jahr 1150 gestiftet. Das ursprüngliche romanische Bauwerk wurde später um einen romanisch-gotischen Westturm ergänzt. Nach dem Abriss der alten Kirche im Jahr 1859 wurde der Turm für den 1861 eingeweihten Neubau der Kirche „Zum Heiligen Kreuz“ übernommen. Die Kirche wurde 1960 und 2005 renoviert.
Die Kirchengemeinde umfasst alle fünf Ortsteile der Gemeinde Nienstädt sowie den Stadthäger Ortsteil Bruchhof.

## Wirtschaft und Infrastruktur
Vermutlich um 1560 begann der Steinkohlebergbau in „Kuhlen an Köppersbrinke“ bei Sülbeck. 1604 war es neben Obernkirchen und Stadthagen einer der drei Kohlebergwerksstandorte in Schaumburg. Zur Förderung dienten etwa 30 Schächte. Ein erster Stollen, der 250 m lange Sülbecker Stollen wurde 1714 als Wasserlösungsstollen aufgefahren. Aus ihm entspringt der Bach Gehle. Seit dem Jahr 1810 wurden das Sülbecker und das Stadthäger Werk gemeinsam verwaltet.
Sülbeck hatte einen Haltepunkt an der 1900 eröffneten Bahnstrecke Rinteln–Stadthagen. Der fahrplanmäßige Betrieb der Strecke wurde 1961 eingestellt.